# Joaquín Hurtado (periodista)
Joaquín Hurtado es un periodista español (Madrid, 27 de noviembre de 1970)
Debuta en Antena 3 Radio, como locutor de Radio 80- Serie Oro (1990) y formando parte después del primer equipo de locutores de Radiolé (1991).
Se incorpora al Grupo Prisa en junio de 1991 trabajando en Radio Minuto (1991-1993) El Gran Musical (Canal + 1994-1995) y coordinando las programaciones y equipos de Cadena Dial (1993-2004) y Radiolé (2005-) En agosto de 2013 se hace cargo del morning Café Olé. 
En la misma cadena presentó el programa nostálgico Rescátame en dos etapas (1999-2002 y 2005 a 2011) en las tardes del fin de semana. El programa dio lugar a un espacio dentro de La ventana (SER) entre 2008 y 2012. Y a partir del 9 de septiembre de 2024 vuelve a presentar Rescátame en Radiolé los domingos de 18:00h a 20:00h
En el medio discográfico ha sido el responsable del repertorio y producción de Tutto Carrá de Raffaella Carrá (Sony Music, 2000)  Petardissimas (Líderes, 2002) Ole, las mejores sevillanas (Universal, 2013) y los recopilatorios con la marca Radiolé entre otros muchos.
En los últimos años ha compaginado la dirección y presentación del morning show Café Olé (2013-2024) con la programación de canales de audio en Yes.fm (2014-2015) y sus colaboraciones en Hoy por Hoy (SER, 2013-2017).
Entre 2012 y 2016 se convierte en uno de los colaboradores habituales de Qué tiempo tan feliz (Telecinco)
También ha participado en los programas Volverte a ver (Telecinco, 2018) A tu vera (CMM 2018) y Lazos de Sangre (TVE, 2019).
En 2019 narró la segunda temporada del programa Un país mágico (La 2) 